# Кагарлицький Денис Володимирович
Дени́с Володи́мирович Кагарли́цький (15.11.1985—30.05.2022) — молодший сержант Збройних Сил України, учасник російсько-української війни, який загинув під час російського вторгнення в Україну.

## Життєпис
Був волонтером Київського центру соціальних служб для сім'ї, дітей та молоді (загону СОС-сервіс), членом МГО «ГАРТ».
З перших днів російського вторгнення в Україну став на захист України.
Загинув 30 травня 2022 року в боях з російськими окупантами в ході відбиття російського вторгнення в Україну (місце — не уточнено).
Залишилися дружина і малолітній син.

## Нагороди
- орден «За мужність» III ступеня (2022, посмертно) — за особисту мужність і самовіддані дії, виявлені у захисті державного суверенітету та територіальної цілісності України, вірність військовій присязі[2].